# Doryopteris majestosa
Doryopteris majestosa är en kantbräkenväxtart som beskrevs av Jovita Yesilyurt. Doryopteris majestosa ingår i släktet Doryopteris och familjen Pteridaceae. Inga underarter finns listade.